# リック・スプリングフィールド
リック・スプリングフィールド（Rick Springfield、本名 : Richard Lewis Springthorpe、1949年8月23日 - ）は、オーストラリア出身のミュージシャン、男優。

## 略歴

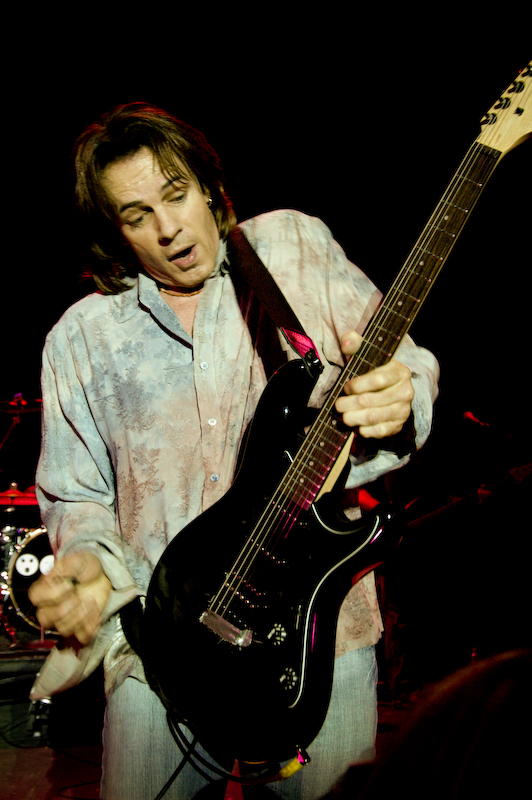
shock/denial/anger/acceptanceツアー（2004年）

シドニー出身。高校中退後バンド活動を始める。1969年にズートというバンドを結成し、当地で人気となった。バンドを解散した翌年の1972年に渡米。早速全米デビューするものの、売り出し方の問題からレコード会社を移籍、次のレコード会社では売れずに契約を切られ、その次はレコード会社が倒産するという不遇の時が続いた。
その後、ルックスのよさを買われて俳優業に転身、1981年から昼メロドラマ「ジェネラル・ホスピタル」に出演し、人気者となる。同年に再開した音楽業では「ジェシーズ・ガール」が全米1位となり、グラミー賞の最優秀男性ロックボーカル賞も受賞した。
1984年にリリースされたアルバム『Hard to Hold』は全米チャートで16位を獲得。4曲がシングルカットされ、「Love Somebody」が5位にランクインした。MTVでもヘヴィー・ローテーションされた曲となった。
1980年代前半は日本でも多くのファンを獲得した。1988年以降はしばらく音楽制作から遠ざかり、俳優業に専念していたが、1997年から活動を再開している。
翌年、1998年にはソロアルバム『Karma』の日本発売、翌年99年には全米発売。と同時に米ツアーを行う。そのツアーを録音した初のライブアルバム『The Greatest Hits... Alive』を2001年1月にリリースする。
同じく2001年1月、ラスベガスMGMグランドの超特殊効果ミュージカルショウ「EFX Alive」の主役を演じ、ショウのために新たに「Rhythm of the Beat」、「Forever」の2曲が書き下ろされた。そして、「EFX Alive」は、2002年大晦日をもって幕を閉じる。
その後もツアーを続け、2004年2月には、オリジナル・スタジオ録音アルバム『Shock/Denial/Anger/Acceptance』を自身のレコードレーベルGomer Recordsよりリリース。

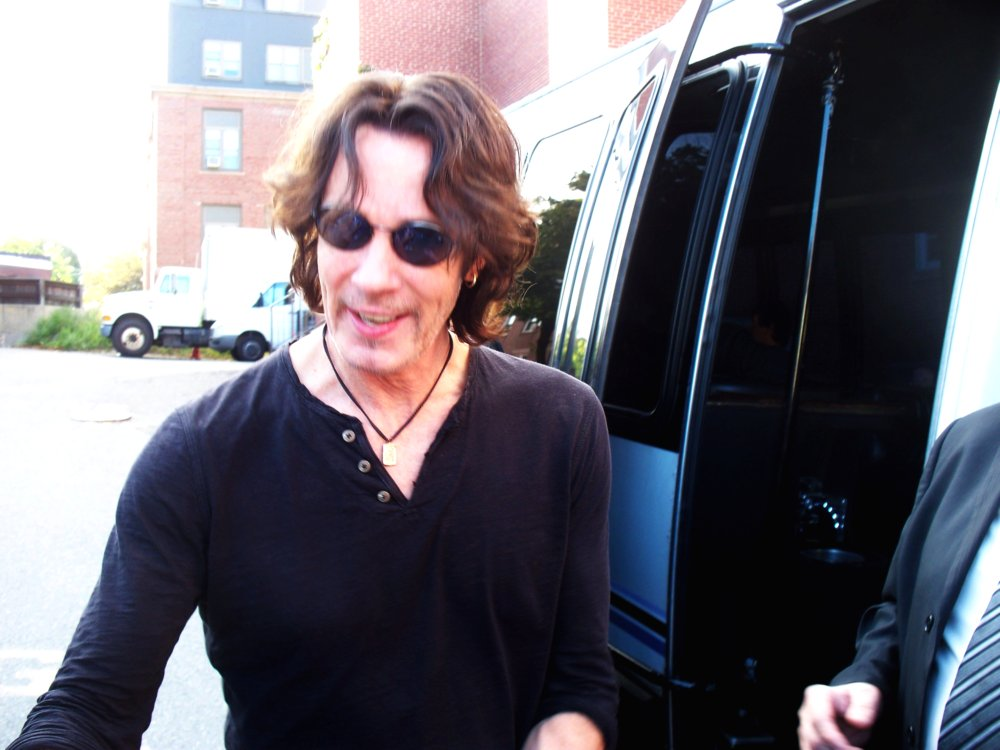
ボストンでの公演前（2011年）

そして2005年7月には、初のカバーアルバム『The Day After Yesterday』をリリース。また、ボーナストラックを含んだ日本盤が同年11月に発売。
12年ぶりの再来日公演が2005年12月13日と14日の両日日本青年館大ホールで行われた。コンサート中は写真撮影許可という異例の取り計らいであった。
2005年12月、ABCの長期ドラマ「General Hospital」に実に23年ぶりに当時と同じDr. Noah Drakeとして再登場。当初は、息子である外科医、Dr. Patric Drakeを紹介するとのストーリーラインで4話のみの出演予定だったが、反響の大きさと演技の好評さのため出演延長。
2006年11月、来日公演時の「The Day After Yesterday」ツアーからの楽曲と前アルバム『Shock/Denial/Anger/Acceptance』からの楽曲、並びに過去のヒット曲を含む、2005年2月イリノイ州ロックフォードで行われたコンサートからのライブDVD『Live in Rockford』が発売。
2008年7月29日、約4年半ぶりのオリジナル曲の新アルバム『Venus in Overdrive』を米国New Doorレーベルから発売。
2009年3月、アメリカガッシュ羽国でアルバム『My Precious Little One』をリリース。オリジナルの子守唄を集めたユニークな作品となっている。
2010年4月および2011年8月に来日公演を行った。
2012年10月24日、アルバム「ソングス・フォー・ジ・エンド・オヴ・ザ・ワールド (Songs for the End of the World)」をリリースした。

## ディスコグラフィー

### スタジオアルバム
- Beginnings (1972年) 米ビルボード35位
- Comic Book Heroes (1973年)
- Mission Magic (1974年)
- Wait for Night (1976年)
- Working Class Dog (1981年) 米ビルボード7位
- Success Hasn't Spoiled Me Yet (1982年) 米ビルボード2位
- Living in Oz (1983年) 米ビルボード12位
- Hard to Hold (1984年) 米ビルボード16位
- Tao (1985年) 米ビルボード21位
- Rock of Life (1988年) 米ビルボード55位
- Karma (1999年) 米ビルボード189位
- Shock / Denial / Anger / Acceptance (2004年)
- The Day After Yesterday (2005年) 米ビルボード197位
- Christmas With You (2007年)
- Venus in Overdrive (2008年) 米ビルボード28位
- My Precious Little One: Lullabies For A New Generation (2009年)
- Songs for the End of the World (2012年)
- Rocket Science (2016年)
- The Snake King (2018年)
- Orchestrating My Life (2019年)
- Automatic (2023年)

※発売年次は主にアメリカ発売と米公式サイトのディスコグラフィを基準とした。

### ベストアルバム
- Rick Springfield's Greatest Hits（1989年）
- Best Selection（1994年）
- The Encore Collection: Rick Springfield（1997年）
- The Best of Rick Springfield （1997年） ※1996年にイギリスでリリース。
- The Best of Rick Springfield（1999年） ※1997年の同名作品とは異なる。
- Rick Springfield: Anthology（1999年）
- Rick Springfield: Backtracks（1999年）
- VH1 Behind The Music: The Rick Springfield Collection（2000年）
- Legendary: Rick Springfield（2003年）
- Platinum & Gold Collection: Rick Springfield（2003年）
- Written in Rock - Anthology（2005年）

### ライブアルバム
- The Greatest Hits ALIVE（2001年）

### その他
- Beautiful Feelings (1984年) ※オリジナルは1978年録音。音声以外を再録してリリースされる。
- Sahara Snow (1997年) ※ヨーロッパ発売。Tim Pierce及びBob Marletteとのプロジェクト。
- The Red Locusts (2021年) リック・スプリングフィールド、マット・ビソネット、グレッグ・ビソネット等によるスーパーグループ。

### シングル
1. Speak to the Sky （1972年） from Beginnings / 14位
2. What Would the Children Think （1972年） from Beginnings / 70位
3. American Girls （1974年） / 98位

1. Take a Hand （1976年） from Wait for Night / 41位
2. Jessie's Girl （1981年） from Working Class Dog / 1位
3. I've Done Everything for You （1981年） from Working Class Dog / 8位
4. Love Is Alright Tonight （1981年） from Working Class Dog / 20位
5. Don't Talk to Strangers （1982年） from Success Hasn't Spoiled Me Yet / 2位
6. What Kind of Fool Am I （1982年） from Success Hasn't Spoiled Me Yet / 21位
7. I Get Excited （1982年） from Success Hasn't Spoiled Me Yet / 32位
8. Affair of the Heart （1983年） from Living in Oz / 9位
9. Human Touch （1983年） from Living in Oz / 18位
10. Souls （1983年） from Living in Oz / 23位
11. Love Somebody （1984年） from Hard to Hold / 5位
12. Bop 'Til You Drop （1984年） from Hard to Hold / 20位
13. Don't Walk Away （1984年） from Hard to Hold / 26位
14. Taxi Dancing （1984年） from Hard to Hold / 59位
15. Bruce （1984年） from Beautiful Feelings / 27位
16. Celebrate Youth （1985年） from Tao / 26位
17. State of the Heart （1985年） from Tao / 22位
18. Rock of Life （1988年） from Rock of Life / 22位
19. Beautiful You （2004年） from Shock / Denial / Anger / Acceptance / -位
20. What's Victoria's Secret? （2008年） from Venus in Overdrive / 28位

※順位はビルボードHOT100全米シングルチャート

## 日本公演
- 1984年
  - 10月15日に日本武道館、17日に名古屋市公会堂、18日に大阪府立体育会館、19日に九州厚生年金会館で開催。
  - 2010年 4月28日 Billboard Live OSAKA 4月20日、5月1日 Billboard Live TOKYO